# Ferrant Font
Ferran Font Sanchez (Vic, 12 novembre 1996) è un hockeista su pista spagnolo.

## Palmarès

### Club

#### Competizioni nazionali
- Coppa del Re: 1

Vic: 2015
- Elite Cup: 2

Sporting CP: 2016, 2018
- Campionato portoghese: 2

Sporting CP: 2017-2018, 2020-2021

#### Competizioni internazionali
- CERH European League: 2

Sporting CP: 2018-2019, 2020-2021
- Supercoppa d'Europa/Coppa Continentale: 2

Sporting CP: 2019-2020, 2021-2022

### Nazionale
- Campionato europeo: 1

A Coruña 2018